# Coupe de la Ligue française masculine de handball 2001-2002
Navigation
Coupe de la Ligue 2002-2003
La Coupe de la Ligue française masculine de handball 2001-2002 est la 1re édition de la compétition, organisée par la Fédération française de handball
Le Stade olympique de Chambéry remporte cette première Coupe de la Ligue en disposant en finale de l'US Dunkerque 25 à 19.

## Équipes qualifiées
Le champion de France en titre, le SO Chambéry, ainsi que les sept équipes les mieux classées du championnat à l'issue des matchs aller sont qualifiées pour les quarts de finale :

## Résultats
|  | Quarts de finale            | Quarts de finale            |                            |                            | Demi-finales              | Demi-finales              |    |  | Finale                     | Finale                     |
|  | Quarts de finale            | Quarts de finale            |                            |                            | Demi-finales              | Demi-finales              |    |  | Finale                     | Finale                     |
|  |                             |                             |                            |                            |                           |                           |    |  |                            |                            |
|  | 8 février 2002 à Sélestat   | 8 février 2002 à Sélestat   |                            |                            | 9 février 2002 à Sélestat | 9 février 2002 à Sélestat |    |  | 10 février 2002 à Sélestat | 10 février 2002 à Sélestat |
|  | 8 février 2002 à Sélestat   | 8 février 2002 à Sélestat   |                            |                            | 9 février 2002 à Sélestat | 9 février 2002 à Sélestat |    |  | 10 février 2002 à Sélestat | 10 février 2002 à Sélestat |
|  | SO Chambéry                 | 29                          |                            |                            | 9 février 2002 à Sélestat | 9 février 2002 à Sélestat |    |  | 10 février 2002 à Sélestat | 10 février 2002 à Sélestat |
|  | SO Chambéry                 | 29                          |                            |                            | 9 février 2002 à Sélestat | 9 février 2002 à Sélestat |    |  | 10 février 2002 à Sélestat | 10 février 2002 à Sélestat |
|  | PSG-Asnières                | 28                          |                            |                            | 9 février 2002 à Sélestat | 9 février 2002 à Sélestat |    |  | 10 février 2002 à Sélestat | 10 février 2002 à Sélestat |
|  | PSG-Asnières                | 28                          | SO Chambéry                | 30                         |                           |                           |    |  | 10 février 2002 à Sélestat | 10 février 2002 à Sélestat |
|  | 8 février 2002 à Sélestat   |                             | SO Chambéry                | 30                         |                           |                           |    |  | 10 février 2002 à Sélestat | 10 février 2002 à Sélestat |
|  |                             | US Créteil                  | 29                         |                            |                           |                           |    |  | 10 février 2002 à Sélestat | 10 février 2002 à Sélestat |
|  | US Créteil                  | US Créteil                  | 29                         | 28                         |                           |                           |    |  | 10 février 2002 à Sélestat | 10 février 2002 à Sélestat |
|  | US Créteil                  |                             |                            | 28                         |                           |                           |    |  | 10 février 2002 à Sélestat | 10 février 2002 à Sélestat |
|  | US Ivry                     | 26                          |                            |                            |                           |                           |    |  | 10 février 2002 à Sélestat | 10 février 2002 à Sélestat |
|  | US Ivry                     | 26                          | SO Chambéry                | 25                         |                           |                           |    |  |                            |                            |
|  | 8 février 2002 à Strasbourg |                             | SO Chambéry                | 25                         |                           |                           |    |  |                            |                            |
|  |                             | US Dunkerque                | 19                         |                            |                           |                           |    |  |                            |                            |
|  | US Dunkerque                | US Dunkerque                | 19                         | 20                         |                           |                           |    |  |                            |                            |
|  | US Dunkerque                | 9 février 2002 à Strasbourg |                            | 20                         |                           |                           |    |  |                            |                            |
|  | Istres Sports HB            | 19                          |                            |                            |                           |                           |    |  |                            |                            |
|  | Istres Sports HB            | 19                          | US Dunkerque               | 23                         |                           |                           |    |  |                            |                            |
|  | 8 février 2002 à Strasbourg | 8 février 2002 à Strasbourg | US Dunkerque               | 23                         | Match pour la 3e place    | Match pour la 3e place    |    |  |                            |                            |
|  | 8 février 2002 à Strasbourg | 8 février 2002 à Strasbourg |                            | Montpellier Handball       | Match pour la 3e place    | Match pour la 3e place    | 22 |  |                            |                            |
|  | Montpellier Handball        | 31                          | 10 février 2002 à Sélestat | 10 février 2002 à Sélestat |                           |                           | 22 |  |                            |                            |
|  | Montpellier Handball        | 31                          | 10 février 2002 à Sélestat | 10 février 2002 à Sélestat |                           |                           |    |  |                            |                            |
|  | Spacer's Toulouse           | 28                          |                            | Montpellier Handball       | 34                        |                           |    |  |                            |                            |
|  | Spacer's Toulouse           | 28                          |                            | Montpellier Handball       | 34                        |                           |    |  |                            |                            |
|  |                             |                             |                            |                            |                           |                           |    |  | US Créteil                 | 19                         |
|  |                             |                             |                            |                            |                           |                           |    |  | US Créteil                 | 19                         |

Matchs de classements
|  | Demi-finales de classement  | Demi-finales de classement  |                        |    | Match pour la 5e place     | Match pour la 5e place     |
|  | Demi-finales de classement  | Demi-finales de classement  |                        |    | Match pour la 5e place     | Match pour la 5e place     |
|  |                             |                             |                        |    |                            |                            |
|  | 9 février 2002 à Strasbourg | 9 février 2002 à Strasbourg |                        |    | 10 février 2002 à Sélestat | 10 février 2002 à Sélestat |
|  | 9 février 2002 à Strasbourg | 9 février 2002 à Strasbourg |                        |    | 10 février 2002 à Sélestat | 10 février 2002 à Sélestat |
|  | Istres Sports HB            | 27                          |                        |    | 10 février 2002 à Sélestat | 10 février 2002 à Sélestat |
|  | Istres Sports HB            | 27                          |                        |    | 10 février 2002 à Sélestat | 10 février 2002 à Sélestat |
|  | Spacer's Toulouse           | 23                          |                        |    | 10 février 2002 à Sélestat | 10 février 2002 à Sélestat |
|  | Spacer's Toulouse           | 23                          | Istres Sports HB       | 32 |                            |                            |
|  | 9 février 2002 à Sélestat   |                             | Istres Sports HB       | 32 |                            |                            |
|  |                             | PSG-Asnières                | 29                     |    |                            |                            |
|  | PSG-Asnières                | PSG-Asnières                | 29                     | 28 |                            |                            |
|  | PSG-Asnières                |                             |                        | 28 |                            |                            |
|  | US Ivry                     | 25                          |                        |    |                            |                            |
|  | US Ivry                     | 25                          | Match pour la 7e place |    |                            |                            |
|  |                             |                             |                        |    |                            |                            |
|  | 10 février 2002 à Sélestat  |                             |                        |    |                            |                            |
|  |                             |                             |                        |    |                            |                            |
|  | US Ivry                     | 28                          |                        |    |                            |                            |
|  | US Ivry                     | 28                          |                        |    |                            |                            |
|  | Spacer's Toulouse           | 25                          |                        |    |                            |                            |
|  | Spacer's Toulouse           | 25                          |                        |    |                            |                            |

### Finale
| no    | Joueur             | Buts  | %      | Int. | BP |
| ----- | ------------------ | ----- | ------ | ---- | -- |
| 3     | Stéphane Moualek   | 3/7   | 42.9 % | 0    | 1  |
| 5     | Mickaël Delric     | 0/2   | 0 %    | 0    | 0  |
| 6     | Johann Malbroukou  | 0/0   | - %    | 0    | 0  |
| 7     | Émeric Paillasson  | 1/2   | 50.0 % | 0    | 0  |
| 8     | Mickaël Grossman   | 6/7   | 85,7   | 0    | 0  |
| 9     | Bertrand Gille     | 5/8   | 62,5 % | 0    | 1  |
| 11    | Daniel Narcisse    | 8/15  | 53,3 % | 0    | 0  |
| 13    | Edouard Moskalenko | 1/1   | 100 %  | 0    | 1  |
| 14    | Marc Wiltberger    | 0/0   | - %    | 1    | 0  |
| 26    | Igor Kos           | 1/4   | 25,0 % | 0    | 1  |
| Total | Total              | 25/46 | 54,3 % | 1    | 3  |

| no    | Joueur            | Arrêts | Buts | %      |
| ----- | ----------------- | ------ | ---- | ------ |
| 1     | Benoît Varloteaux | 0      | 0    | - %    |
| 12    | Fabien Arriubergé | 15     | 19   | 44,1 % |
| Total | Total             | 15     | 19   | 44,1 % |

| no    | Joueur               | Buts  | %      | Int. | BP |
| ----- | -------------------- | ----- | ------ | ---- | -- |
| 3     | Olivier Gradel       | 0/0   | -      | 0    | 0  |
| 4     | Bastien Lamon        | 0/0   | -      | 0    | 2  |
| 5     | Éric Fruchart        | 3/9   | 33,3 % | 0    | 1  |
| 6     | Laurent Gruselle     | 6/17  | 35,3 % | 0    | 0  |
| 9     | Karl Maurouard       | 0/0   | - %    | 0    | 0  |
| 11    | Jessy Vermesch       | 0/1   | 0 %    | 1    | 1  |
| 13    | Robert Lis           | 4/5   | 80,0 % | 0    | 0  |
| 14    | Ragnar Þór Óskarsson | 3/7   | 42,9 % | 0    | 0  |
| 15    | Dorian Luzineau      | 0/1   | 0 %    | 0    | 0  |
| 17    | Andrei Cian          | 3/4   | 75,0 % | 0    | 2  |
| 18    | Benoît Manavit       | 0/0   | - %    | 0    | 0  |
| 19    | Christophe Viseux    | 0/0   | - %    | 0    | 0  |
| Total | Total                | 19/44 | 43,2 % | 1    | 6  |

| no    | Joueur            | Arrêts | Buts | %      |
| ----- | ----------------- | ------ | ---- | ------ |
| 1     | Dragan Mladenović | 8      | 17   | 32,0 % |
| 12    | Didier Katschnig  | 3      | 8    | 27,3 % |
| Total | Total             | 11     | 25   | 30,6 % |

## Vainqueur
| Vainqueur de la Coupe de la Ligue 2001-2002 SO Chambéry 1re victoire |

## Statistiques
Les meilleurs buteurs sont :
| Rang | Joueur           | Club                 | Buts | 7m |
| ---- | ---------------- | -------------------- | ---- | -- |
| 1    | Pascal Léandri   | US Ivry              | 22   | 13 |
| 2    | Daniel Narcisse  | SO Chambéry          | 21   | 7  |
| 3    | Grégory Anquetil | Montpellier Handball | 20   | 9  |
| 4    | Fabrice Guilbert | US Créteil           | 18   | 2  |
| 5    | Mickaël Grossman | SO Chambéry          | 18   | 0  |

Les meilleurs gardiens sont :
- Fabien Arriubergé, SO Chambéry : 39 arrêts
- Bruno Martini, Montpellier Handball : 39 arrêts